# Gastronomía kurda

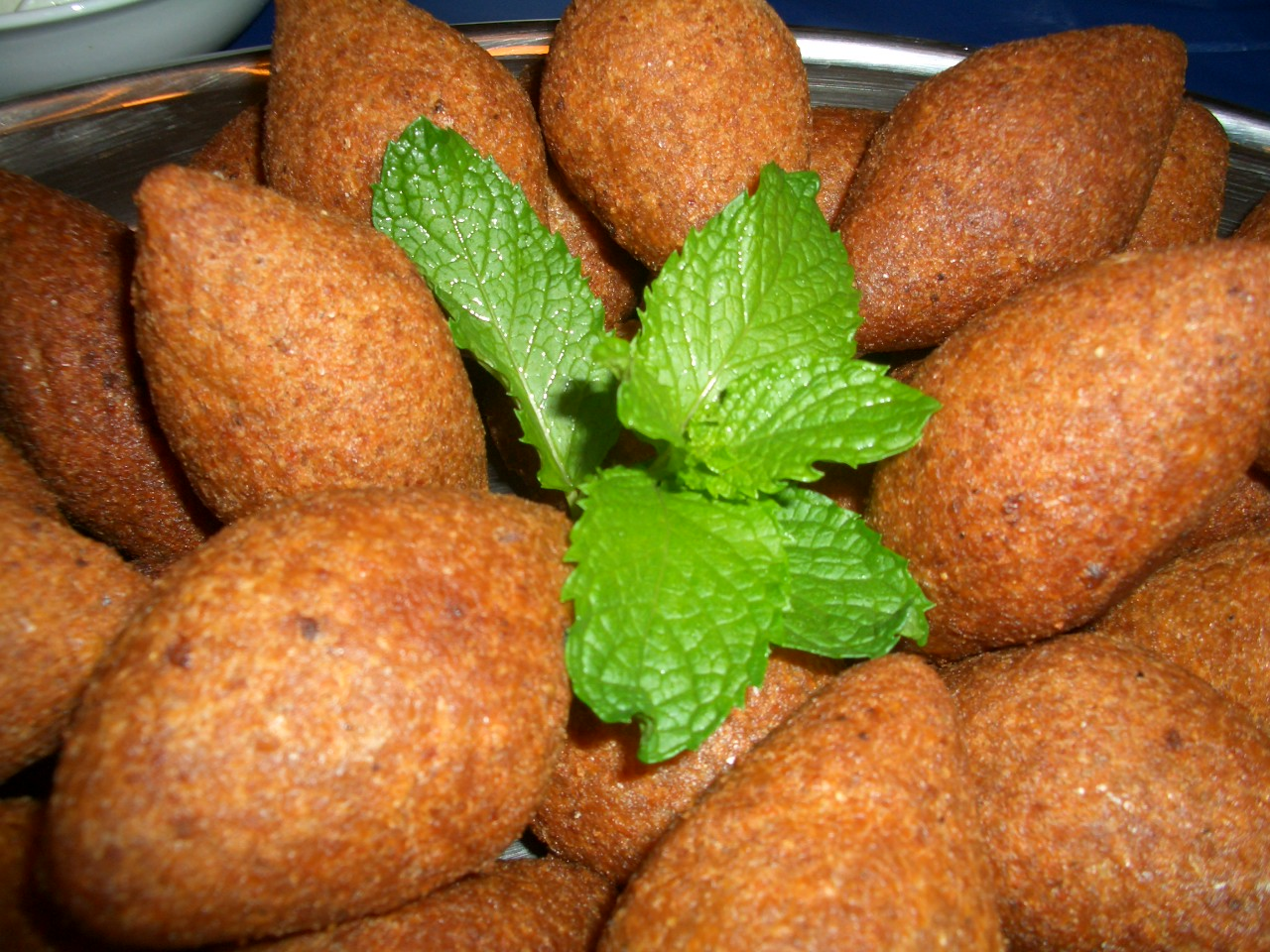
Kubbeh kurdo frito

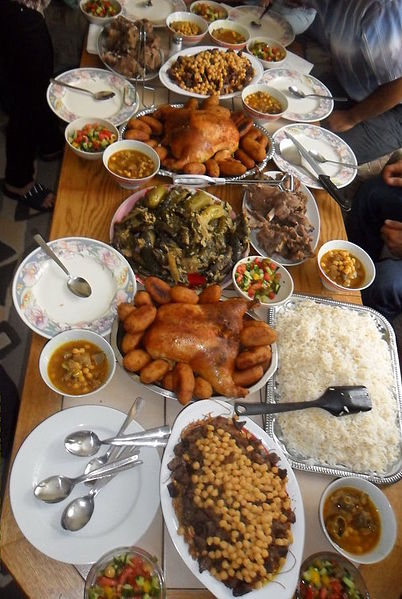
Comida tradicional kurda

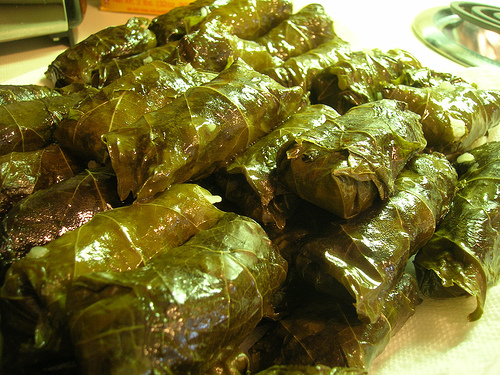
Dolma

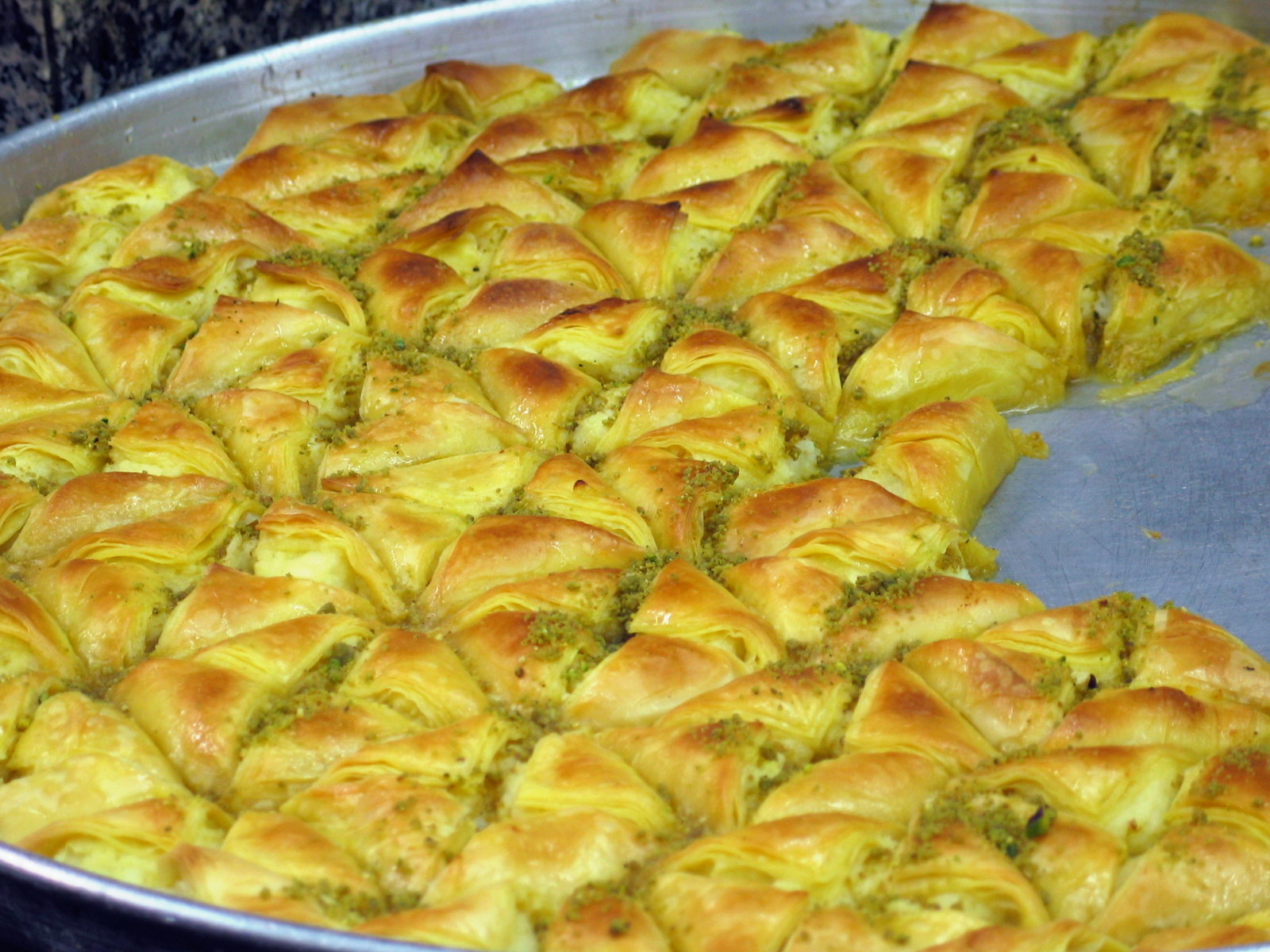
Paklawa (Baklawa)

La gastronomía kurda o cocina kurda (en kurdo: چێشتی کوردی Çêştî Kurdî) se compone de una amplia variedad de alimentos preparados por el pueblo kurdo. Hay similitudes culturales entre los kurdos y sus vecinos inmediatos de Irán, Turquía, Irak, Siria y Armenia. Algunos platos, como el biryani, son compartidos con el subcontinente indio. la comida kurda es típica de la cocina del oeste asiático.

## Costumbres culinarias
En la dieta kurda se incluye una amplia variedad de frutas y verduras. El cordero y el pollo son las principales carnes. El desayuno es típicamente pan plano, queso, miel,  yogur, a base de leche de oveja o de vaca, y un vaso de té negro. Para el almuerzo, el cordero y las verduras se cuecen a fuego lento en salsa de tomate para hacer un guiso que normalmente se sirve con arroz y los platos salados se suelen servir con arroz o pan plano (Naan). En Kurdistán se tiene un clima y suelo adecuados para el cultivo de uvas, granadas, higos y nueces. La miel kurda tiene un sabor claro suave y a menudo se vende con el panal. Kurdistán también produce productos lácteos de oveja y leche de vaca. Los kurdos hacen muchos tipos de kofta y kubba, dumplings rellenos de carne.
En la cocina kurda se hace uso abundante de hierbas frescas.

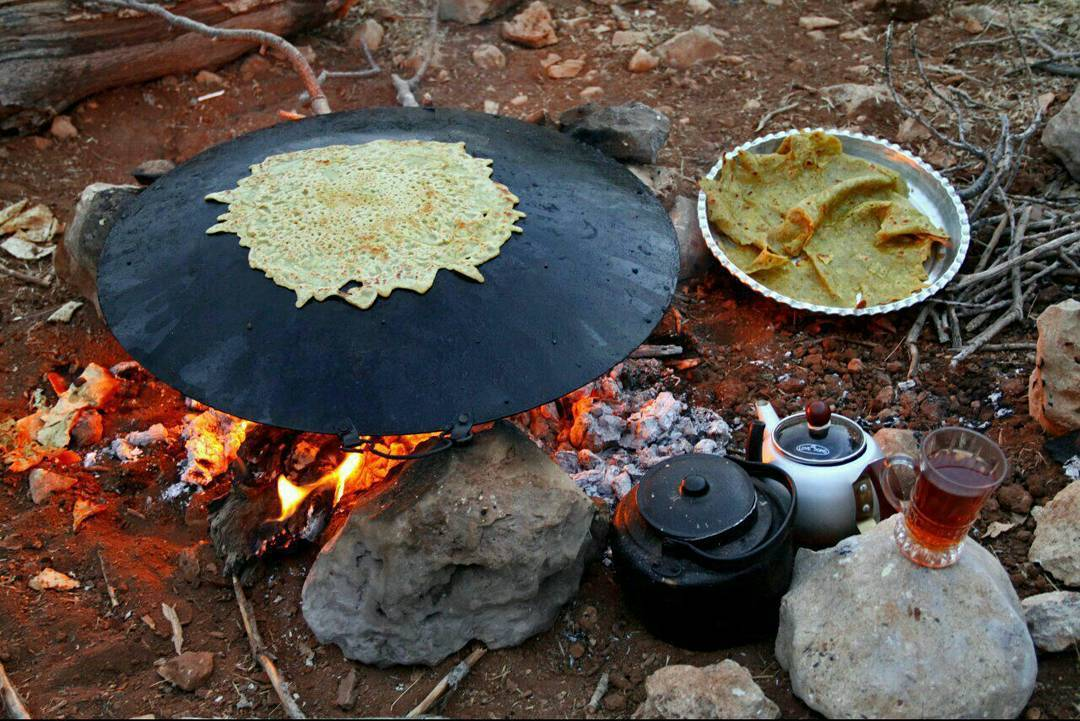
Pan kurdo tradicional, un pan blanco crujiente que se hornea sobre una plancha redonda y caliente, Hawraman

El té negro endulzado es una bebida muy común, junto con el café amargo fuerte. Otra bebida favorita de los kurdos es el "mastow" (Sorani) o "Ava Mast", que es yogur y sal mezclada con agua (Doogh).
Los alimentos básicos de la cocina kurda son el berbesel, biryani, dokliw, kellane, kullerenaske, kutilk, parêv tabule, kuki (empanadas de carne o vegetales), birinç (arroz blanco solo o con carne o verduras y hierbas), y una variedad de ensaladas, pasteles, y bebidas específicas de diferentes partes del Kurdistán. Otros platos populares son el makluba, kofta, shifta, shilah / maraga, espinacas con huevos, sopa de trigo y lentejas, sopa de remolacha y carne, nabo dulce, galletas de cardamomo, burgul pilaf, menemen, mehîr, ûr û rûvî, yaprakh, chichma un plato común en Erbil (Hewlêr), tefti, niskene y nane niskan.
Uno de los platos más populares es el Kardupilau, que es popular en Piranshahr y Mahabad.
Sawarr, un plato tradicional entre los agricultores kurdos, está hecho de granos de trigo que son cocidos, secados al sol y machacados en un mortero (curn) para deshacerse de la cáscara. El trigo se tritura en un molino (destarr). El grano resultante de los alimentos puede ser hervido y servido.
Tapsi es un plato de berenjenas, pimientos verdes, calabacines y patatas en una  salsa de tomate ligeramente picante. El Tashreeb se compone de capas de naan en una salsa de pimiento verde, tomate, cebolla y pimientos.
Un desayuno típico del pueblo kurdo consta de queso, mantequilla, aceitunas, huevos, tomates, pepinos, pimientos verdes, reçel (mermelada; una conserva de frutas enteras) y miel que por lo general se consume en la parte superior del kaymak. Salchichas, productos de panadería, e incluso las sopas pueden ser tomadas como una comida de la mañana en Kurdistán. Tal vez más que los panes tradicionales como el pide, se consume ampliamente un pan blanco crujiente. Una especialidad kurda común para el desayuno es el llamado menemen, que se prepara con tomates asados, pimientos, aceite de oliva y huevos. Invariablemente, el té negro se sirve en el desayuno.

## Las celebraciones
Durante el festival de Newroz, los kurdos disfrutan de picnics en el campo, comen comida tradicional, a menudo con dolma, y bailan la danza tradicional kurda llamada Halperke. 
Los kurdos también disfrutan de alimentos Eid como pollo, arroz, dolma y biryani. 